# Ogcocephalus parvus
Ogcocephalus parvus es una especie de pez del género Ogcocephalus.

## Descripción
Cuenta con una cabeza relativamente alta, disco triangular y hocico puntiagudo. La parte inferior del cuerpo está cubierta de escamas espinosas. Además cuenta con un señuelo prominente. Suele ser de color marrón, oliva o pardo amarillento con varias manchas a lo largo del cuerpo. Mide 10 cm de longitud y puede alcanzar un peso de 5,8 g. La especie es muy parecida a Ogcocephalus corniger.

## Distribución y hábitat
Ogcocephlaus parvus cuenta con una amplia distribución en el océano Atlántico occidental, desde Carolina del Norte hasta las Bahamas, a lo largo del golfo de México, excepto Cuba, y el mar Caribe, donde se ha registrado en Jamaica y Puerto Rico. También se encuentra a lo largo de la costa de Centroamérica y Sudamérica, desde Quintana Roo en México hasta Surinam. Se encuentra a profundidades de entre 29 y 126 m (95 y 413 pies), típicamente a menos de 54 m (177 pies). Se encuentra en sustratos blandos.